# Бережи свого чоловіка
«Бережи свого чоловіка» (англ. Hold Your Man) — американська мелодрама 1933 року режисера Сема Вуда з Джин Гарлоу та Кларком Ґейблом у головних ролях; це був третій фільм з шести, де вони зіграли разом. Сценарій Аніти Луз та Говарда Емметта Роджерса оснований на оповіді Луз.

## Сюжет
Дрібний шахрай Едді Голл (Кларк Ґейбл) переховується від своєї останньої жертви і поліцейського у першій незачиненій квартирі, яку знаходить. Власницею її виявляється Рубі Адамс (Джин Гарлоу), цинічна жінка з численними залицяльниками. Коли вийти вже безпечно, Едді хоче ближче познайомитися зі своєю рятівницею. Хоча вона й пручається спочатку, проте незабаром в нього закохується.
Товариш Едді Слім (Ґеррі Овен) придумує схему, щоб зловити одного з шанувальників Рубі в компрометуючій позі і шантажувати його, але Едді заходить в останній момент, тому що не хоче, щоб його дівчина брала участь у чомусь брудному. Він вривається в квартиру Рубі, б'є потенційну жертву і випадково вбиває. Едді тікає, Рубі ловлять і засуджують до двох років у виправній колонії. Одна з її сусідок по камері виявляється Циганкою Анґекон (Дороті Бургесс), попередньою подругою Едді.
Коли Едді дізнається від звільненої Циганки, що Рубі вагітна його дитиною, він приходить до неї, але як втікач, тому повинен робити вигляд, що прийшов побачитися з іншою ув'язненою. Навіть незважаючи на те, що керівництво починає дещо підозрювати, Едді має намір одружитися з Рубі, щоб його дитина не стала незаконною. Переховуючись від поліції, він переконує священика, який відвідував свою примхливу дочку, одружити їх.
Після цього, Едді ловлять і саджають у в'язницю. Коли він виходить на волю, його зустрічають Рубі і їхній маленький син. Рубі повідомляє, що Аль Сімпсон (Стюарт Ервін), який сам хотів одружитися з нею, влаштує Едді на законну роботу.

## У ролях
- Джин Гарлоу — Рубі Адамс
- Кларк Ґейбл — Едді Голл
- Стюарт Ервін — Аль Сімпсон
- Дороті Бургесс — Циганка Анґекон
- Маріель Кіркланд — Берта Діллое
- Ґаррі Овен — Слім
- Барбара Барондесс — Седі Клайн
- Елізабет Петтерсон — Міс Таттл (завідувачка виправної колонії)
- Інес Кортні — Мейзі (ув'язнена)
- Тереза Гарріс — Лілі Мей Кріппен (ув'язнена)
- Джордж Г. Рід — Преподобний Кріппен
- Бланш Фрідерічі — Містер Ваґнер
- Гелен Фріман — Міс Девіс
- Пол Гарст — Обрі К. Мітчел

## Виробництво
Бережи свого чоловіка — робочими назвами, якого були «Чорний цвіт апельсина», «Він був її чоловіком» та «Нора» — знаходився на стадії виробництва з 16 квітня до травня 1933 року.
Гарлоу та Ґейбл знялися разом у шести фільмах, і Бережи свого чоловіка був третім, слідуючи за надзвичайно успішним Червоним пилом 1932 року. Письменниця Аніта Луз також мала широкі робочі відносини з Гарлоу: це був другий з п'яти фільмів, в якому вони працювали разом, першим був Рудоволоса жінка. Через Кодекс Хейза, Луї Б. Майєр, голова MGM, змусив Аніту Луз дещо змінити сценарій, а саме покарати характер Гарлоу за свої гріхи (серед них дошлюбний секс), саме тому Рубі проводить час у виправному закладі, а також Рубі і Еді повинні були одружитися.

## Реакція
Критики були в курсі, що студія намагалася відхопити частину пирога і з'їсти його, представляючи скандальну поведінку на початку фільму, яка потім виправдана покаранням персонажів, які змушені страждати пізніше — модель, яка стане рідкісною через Кодекс Хейза. У журналі Variety критик написав; «перші кадри доволі пікантні, але спекотні деталі обробляються з максимальною обачністю
для вираження максимального ефекту», а Франк Нужо з Нью-Йорк Таймс зазначив: «Раптовий перехід від грубої романтики до сентиментального покаяння забезпечує поштовх».
Тим не менш, критики хвалили Гарлоу і Ґейбла, а фільм мав надзвичайні касові збори — 1,1 млн.$ при бюджеті 260 000 $, прибуток склав 300 %. Гарлоу знаходилась на правильному шляху, щоб невдовзі стати найбільшою зіркою в Голівуді, а в її наступну картину, Бомба (1933), навіть не знадобився актор-зірка.